# George Ross (delegat)
George Ross (ur. 10 maja 1730 w New Castle, zm. 14 lipca 1779 w Filadelfii) – amerykański polityk, delegat Kongresu Kontynentalnego ze stanu Pensylwania, sygnatariusz Deklaracji Niepodległości Stanów Zjednoczonych.

## Życiorys
George Ross urodził się w New Castle, w stanie Delaware; ukończył studia przygotowawcze; studiował prawo, został przyjęty do palestry w 1750 r. i rozpoczął praktykę w Lancaster, w stanie Pensylwania; członek Kongresu Kontynentalnego w latach 1774/77; mianowany sędzią Sądu Admiralicji w Pensylwanii w kwietniu 1779 r., służył na tym stanowisku aż do śmierci; umarł w pobliżu miasta Filadelfia, w stanie Pensylwania.